# Првенство Београдског подсавеза 1945.
Првенство Београда било је квалификационо за Првенство Србије 1946.. Победник је био ФК Металац, осим њега на Првенство Србије пласирала се и Црвена звезда.

## Табела
| Поз. | Клуб                | Бр. утакмица | Победа | Нерешено | Пораз | П+ | П- | П+/- | Бодови |
| ---- | ------------------- | ------------ | ------ | -------- | ----- | -- | -- | ---- | ------ |
| 1    | ФК Металац          | 5            | 4      | 1        | 0     | 19 | 2  | +17  | 9      |
| 2    | ФК Црвена звезда    | 5            | 4      | 1        | 0     | 15 | 3  | +12  | 9      |
| 3    | ФК Београд          | 5            | 2      | 1        | 2     | 6  | 10 | -4   | 5      |
| 4    | ФК Борац Београд    | 5            | 2      | 1        | 2     | 6  | 12 | -6   | 5      |
| 5    | ФК Раднички Београд | 5            | 1      | 0        | 4     | 4  | 12 | -8   | 2      |
| 6    | ФК Сремац           | 5            | 0      | 0        | 5     | 4  | 11 | -7   | 0      |

- Првенство Југославије у фудбалу
- Незванична првенства Србије у фудбалу

## Извор
- RSSSF